# Latinossegor
Latinossegor (Bodeguitas en la playa (petites bodegas (débits de boissons sur la plage) avant 2006) est un festival de musiques et danses latino (salsa, cha-cha-cha, reggaeton…) qui a lieu tous les ans le dernier week-end d'août/premier week-end de septembre, à Hossegor (France, département des Landes), face à l'Océan (place des Landais).
Les concerts sont gratuits.

## Programmation
| Année | Dates                       | Vendredi                                                                               | Samedi                                                                                   | Dimanche |
| ----- | --------------------------- | -------------------------------------------------------------------------------------- | ---------------------------------------------------------------------------------------- | --- |
| 2025  | du 5 au 7 septembre         | Estrellas de Buena Vista. Latin Flow                                                   | La Osha · Tumbakin                                                                       | Tom Frager - Tromboranga - Issac Delgado (annulé)                                                            |
| 2024  | du 30 août au 1er septembre | Mercadonegro + Latin Urban Connexion                                                   | Aisar y El Expreso de Cuba + Latin Flow                                                  | Ah! Kwantou (LMA) + Compota de Manana + Guts                                                                 |
| 2023  | du 1er au 3 septembre       | Mayito Rivera & Sons of Cuba + Latin Urban Connexion avec Rodry-Go! & Barzaga          | Septeto Santiaguero + Angel Yos                                                          | El Noro |
| 2019  | du 30 août au 1er septembre | Mercadonegro                                                                           | Jóvenes Clásicos del Son, Edwin Sanz                                                     | Anacaona |
| 2018  | -                           | Luis Frank y 2a Generacion Buena Vista                                                 | Troveros de Asieta, Rodry-Go                                                             | Mayito Rivera y Sons of Cuba                                                                                 |
| 2017  | du 1er au 3 septembre       | Rene Alvarez y su Cuban Combination                                                    | Proyecto Viva Cuba, Salsos+                                                              | Septeto Nabori                                                                                               |
| 2016  | du 2 au 4 septembre         | Alain Perez Band                                                                       | Leo Diaz, Maykel Fonts & Cubaniche                                                       | Son Del Nene (chanteur du groupe Jóvenes Clásicos del Son et qui a tourné dans le film Musica Cubana)        |
| 2015  | du 4 au 6 septembre         | Robert Armas Y Los Conquistadores de la Salsa                                          | Jóvenes Clásicos del Son (son cubain), Cuban Beats All Stars (anciens membres d'Orishas) | Tomi Y Su Timbalight (Timba)                                                                                 |
| 2014  | du 29 au 31 août            | Mayito Rivera & Soneros de Verdad                                                      | Fredy Clan, Ruben Paz & Chevere Fusion, Massilia Sound System                            | La 33 |
| 2013  | -                           | Septeto Santiaguero, Alexander Acosta                                                  | Rene Alvarez y su Cuban Combination, Yuli & Havana C                                     | Denis y su Swing                                                                                             |
| 2012  | -                           | Pachito Alonso y sus Kini Kini (annulé)                                                | Dos Four, Sonora Trinitaria                                                              | Contrabando                                                                                                  |
| 2011  | -                           | Sonora Trinitaria                                                                      | Grupo Extra, Paulito FG Jr                                                               | Ibrahim Ferrer Jr. (fils d'Ibrahim Ferrer qui chante les chansons de son père et du Buena Vista Social Club) |
| 2010  | -                           | Manolín "El Médico de la salsa", (Manolito y su Trabuco : annulé), Monica Mesa         | Sonando, Mecanica Loca                                                                   | Los Taïnos de Mayari                                                                                         |
| 2009  | -                           | Elito Revé y su charangon                                                              | Afincao, Candela mi son                                                                  | Anga "El Indio"                                                                                              |
| 2008  | -                           | Jesus Flores & CKS La Banda (iInvitée : Yomira John), Magia Caribeña y El Combo Latina | Afincao, Tormenta Cubana - annulé pour cause de pluie                                    | Anga "El Indio" (annulé); Diablo Son                                                                         |

- 2007 : Mercadonegro, Candela Mi Son, Calle Reina, Fiesta Cubana, Laurent Hounsavi, Tempo Forte
- 2006 : Orlando Poleo, Batazo, Sonando, Songo 21, Guarachando, Conjunto Massalia
- 2005 : Azúcar Negra, La Pantera del Son, Deboson (hommage à Ibrahim Ferrer), Tumbao Caliente,  Salsa Verde, Descarga Total, Vanny Jordan
- 2004 : Sergent Garcia, Yumuri y sus hermanos, José Luis Cortés y NG La Banda, Raul Paz
- 2003 : Raul Paz, Azúcar Negra (Timba, groupe formé par Leonel Limonta)
- 2002 : Maraca